# Villanueva del Ariscal
Villanueva del Ariscal è un comune spagnolo di 4 956 abitanti situato nella comunità autonoma dell'Andalusia.